# Indigo Girls
Indigo Girls er en amerikansk folkrock-duo, bestående af Amy Ray og Emily Saliers.

## Diskografi
- Strange Fire (1987, independent 11-song version)
- Indigo Girls (1989)
- Strange Fire (1989, major-label 10-song version)
- Nomads*Indians*Saints (1990)
- Back on the Bus, Y'all (1991, live)
- Rites of Passage (1992)
- Swamp Ophelia (1994)
- 4.5 (1995, compilation, kun i Storbritannien)
- 1200 Curfews (1995, live compilation)
- Shaming of the Sun (1997)
- Come On Now Social (1999)
- Retrospective (2000, compilation)
- Become You (2002)
- All That We Let In (2004)
- Rarities (2005)
- Despite Our Differences (2006)
- Playlist: The Very Best of Indigo Girls (2009, compilation)
- Poseidon and the Bitter Bug (2009)
- Staring Down the Brilliant Dream (2010, live)
- Holly Happy Days (2010)
- Beauty Queen Sister (2011)
- The Essential Indigo Girls (2013, compilation)
- One Lost Day (2015)
- Look Long (2020)

- Wikimedia Commons har flere filer relateret til Indigo Girls

| Musikgruppe | Spire Denne artikel om en amerikansk musikgruppe er en spire som bør udbygges. Du er velkommen til at hjælpe Wikipedia ved at udvide den. |